# Тоні Гаудіо
Тоні Гаудіо (англ. Tony Gaudio; 20 листопада 1883 — 10 серпня 1951) — американський кінооператор італійського походження, перший, хто створив послідовність монтажу для фільмів.

## Біографія
Народився Гаетано Антоніо Гаудіо 20 листопада 1883 року в місті Козенца (Італія). Він почав свою кар'єру зйомками італійських короткометражних кінострічок. Він переїхав до Нью-Йорку в 1906 році і працював на кіностудії Vitagraph до 1909 року, поки не почав знімати короткометражні фільми. Його робота включає Ангели пекла (1930), Маленький Цезар (1931), Леді, яка наважилася (1931), Тигрова акула (1932), Історія Луї Пастера (1936), Життя Еміля Золя (1937), Пригоди Робін Гуда (1938), Висока Сьєрра (1941) і Дні слави (1944).
Гаудіо був фаворитом Бетті Девіс і працював над одинадцятьма її фільмами, в тому числі Екс-леді, Туман над Фріско, Місто на кордоні, Сестри, Лист, і Велика брехня.
Гаудіо виграв премію Американської кіноакадемії за найкращу операторську роботу над фільмом Ентоні Нещасний і був номінований ще п'ять разів (Ангели пекла (1930), Хуарес (1939), Лист (1940), Корвет K-225 (1943), і Пісня на пам'ять (1945)). Він був одним із засновників Американського товариства кінооператорів.
Тоні Гаудіо похований на кладовищі Hollywood Forever в Голлівуді, штат Каліфорнія.